# Personenstandsarchiv
Personenstandsarchive sind Archive, die ausschließlich Unterlagen des Personenstandswesens aufbewahren. Sie sind in der Regel als Teilarchive den Landes- oder Staatsarchiven untergeordnet. 
Es gibt folgende Personenstandsarchive:
- Personenstandsarchiv Hessen
- Personenstandsarchiv Rheinland (NRW)
- Personenstandsarchiv Rheinland-Pfalz
- Personenstandsarchiv Westfalen-Lippe (NRW)